# Kalana Greene
Kalana Greene est une joueuse américaine de basket-ball, évoluant au poste d’arrière, née le 13 juillet 1987 à St. Stephen (Caroline du Sud), double championne NCAA 2009 et 2010 avec les Huskies du Connecticut.

## Biographie

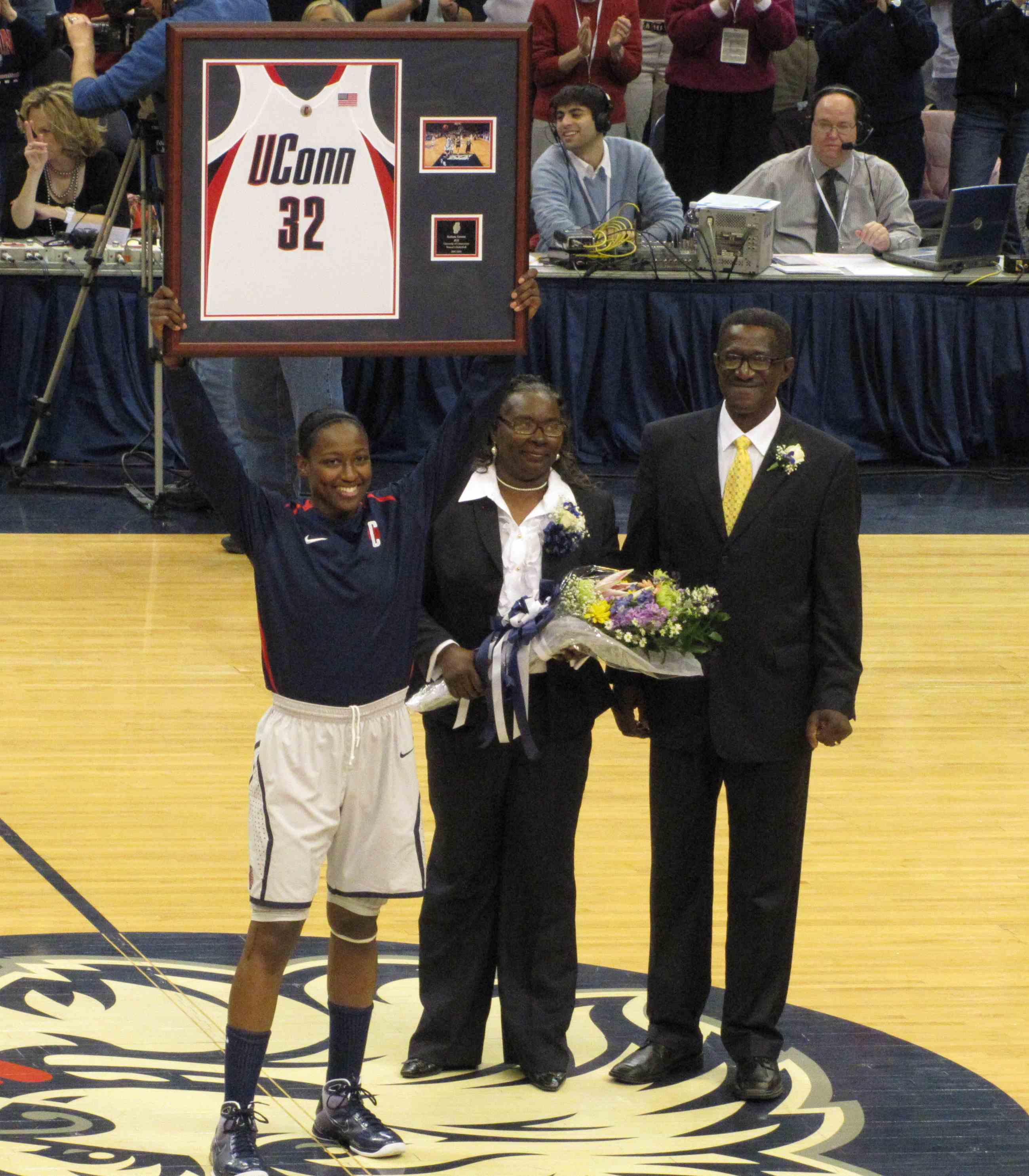
Kalana Greene avec ses parents en février 2010.

À la Timberland High School de St. Stephen, elle conduit pour sa dernière année son équipe à son premier titre de l'État. Après 17 points en première année, elle compile 28 points, 18 rebonds, 9 interceptions et huit passes par rencontre en senior. Nommée WBCA All-American, elle participe au WBCA High School All-America Game (en) 2005, où elle marque 4 points.
Après avoir hésité avec Georgia, elle rejoint les Huskies. Après une grave blessure au Ligament croisé antérieur du genou le 17 décembre 2007. De retour la saison suivante, elle contribue à la conquête du titre national pour sa quatrième année. Sa blessure ayant amputé son année junior, elle peut jouer une cinquième année compilant un record de 157 matches (dont 125 dans le cinq de départ) et décrochant un second titre NCAA. Championne de Big East Conference, elle est nommée Most Outstanding Player du tournoi de la Big East. Avec Greene, Tina Charles et Maya Moore, les Huskies sont invaincus les saisons 2008-2009 et 2009-2010. Ses moyennes en carrière dans le Connecticut sont 9,2 points, 4,8 rebonds et 1,4 passe décisive.
Treizième choix de la draft WNBA 2010, elle rejoint le Liberty de New York. Malgré la forte concurrence à ses postes possibles (Cappie Pondexter, Nicole Powell et Essence Carson), elle réussit une saison rookie très honorable.
À l'étranger, elle joue en 2010-2011 en Pologne à Gorzów, l'année suivante en Israël à Bnot Hasharon (7,4 points et 3,4 rebonds), puis en 2012-2013 en Italie à Napoli-Pozzuoli.
Après une saison WNBA 2014 très timide aux Mystics de Washington, elle n'est pas conservée au terme de la pré-saison 2015. Elle signe fin juin aux Stars de San Antonio, mais son contrat est rompu fin juillet lors de l'arrivée de la française Valériane Ayayi. Son bilan dans le Texas est de 11 rencontres pour des moyennes de 4,4 points et 2,5 rebonds en 19,5 minutes. Elle signe quelques semaines plus tard avec le Lynx du Minnesota alors que Seimone Augustus est blessée dans une équipe où elle retrouve ses anciennes équipières en universitaires Maya Moore et Renee Montgomery, avec lesquelles elle a remporté le championnat NCAA en 2009. Elle remporte le titre WNBA 2015 avec le Lynx qui bat le Fever de l'Indiana 3 manches à 2.

## Équipes

### WNBA
- 2010 :  Liberty de New York
- 2011-2013 :  Sun du Connecticut
- 2014 :  Mystics de Washington
- 2015 :  Stars de San Antonio
- 2015 :  Lynx du Minnesota

### Autres
- 2010-2011 :  Gorzów
- 2011-2012 :  Bnot Hasharon
- 2012-2013 :  Società Sportiva Pallacanestro Napoli-Pozzuoli

## Distinctions personnelles
- WBCA All-American[4].
- Kalana Greene All-Big East First Team[18]
- Kalana Greene Big East Tournament Most Outstanding Player[19]
- WNBA All-Rookie Team 2010[20]
- Championne WNBA 2015[17]

## Statistiques NCAA
| saison   | Match | Min   | 2pts (%) | 2pts (%) | 2pts (%) | 3pts (%) | 3pts (%) | 3pts (%) | LF (%)  | LF (%) | LF (%) | Rebonds | Rebonds | Pd  | Int | C   | BP  | Points | Points |
| saison   | Match | Min   | Réussis  | Tentés   | %        | Réussis  | Tentés   | %        | Réussis | Tentés | %      | Tol     | %       | Pd  | Int | C   | BP  | T      | Moy.   |
| -------- | ----- | ----- | -------- | -------- | -------- | -------- | -------- | -------- | ------- | ------ | ------ | ------- | ------- | --- | --- | --- | --- | ------ | ------ |
| 2005-06  | 35    | 475   | 58       | 132      | 0.439    | 1        | 5        | 20,0     | 30      | 47     | 63,8   | 74      | 2,1     | 12  | 16  | 9   | 28  | 147    | 4,2    |
| 2006-07  | 36    | 1 048 | 187      | 375      | 49,9     | 3        | 24       | 12,5     | 71      | 104    | 68,3   | 270     | 7,5     | 65  | 57  | 13  | 71  | 448    | 12,4   |
| 2008-08  | 8     | 178   | 29       | 51       | 56,9     | 2        | 10       | 20,0     | 6       | 7      | 85,7   | 41      | 5,1     | 18  | 9   | 6   | 13  | 66     | 8,3    |
| 2007-09  | 39    | 990   | 141      | 242      | 58,3     | 6        | 30       | 20,0     | 50      | 65     | 76,9   | 181     | 4,6     | 68  | 37  | 11  | 61  | 338    | 8.7    |
| 2009-10  | 39    | 1 009 | 190      | 326      | 58,3     | 11       | 24       | 45,8     | 54      | 78     | 69,2   | 182     | 4,7     | 65  | 60  | 62  | 60  | 445    | 11,4   |
| Carrière | 157   | 3 700 | 605      | 1 126    | 53,7     | 23       | 93       | 24,7     | 211     | 301    | 70,1   | 748     | 4,8     | 228 | 179 | 101 | 233 | 1 444  | 9,2    |